# Tapolcsányi Gergely
Tapolcsányi Gergely Pál (Tavarnok, 1713. január 15. – Szeged, 1773. október 8.) piarista tartományfőnök.

## Élete
A Nyitrai Piarista Gimnáziumban tanult, majd 1728-ban Privigyén lépett a piarista rendbe. 1736-ban pappá szentelték.
Tanár lett Pesten, 1738-ban Nagykárolyban, 1742-ben Nyitrán, 1744-ben pedig igazgató és hitszónok Debrecenben. 1754-től szegedi házfőnök. Előbb Cörver Nepomuk János rendfőnök konzultora, majd asszisztense és 1760-1766 között utóda a magyar rendtartomány vezetésében. 1766-1767 között újra szegedi házfőnök. Közben 1748-ban és 1754-ben képviselte a magyar rendtartományt a római r. nagykáptalanon.
Rendfőnöksége idején vezetésével készült a magyarországi piarista iskolák 2 új tanulmányi rendszere. 1762-ben a Proiectum pro systemate studiorum modernorum apud Scholas Pias in Hungaria, 1766-ban a Norma studiorum. Előírásaikat nagyobbrészt alkalmazták a hazai piarista iskolák. Újszerű volt a korábbi tantervekhez képest, hogy már megkívánták a nemzeti tantárgyak (magyar nyelv, magyar történelem), s bővebben a reáliák (kereskedelmi számtan, könyv-vitel) oktatását. E piarista tantervek jelentősen hatottak az állami Ratio Educationisra.

## Művei
- 1743 Ama... nagy érdemű... gr. Károlyi Sándor, ki... új életre átköltözött...
- 1772 Szt Kalazantius József... sommás élete... Kalocsa